# Herman Helleputte
Herman Helleputte (ur. 22 marca 1954 w Belgii) – belgijski trener piłkarski.
Jako trener zaczynał prowadząc klub Germinal Beerschot Antwerpia w 1995 roku. Prowadził go przez 5 lat, potem przeniósł się do innego belgijskiego klubu - KRC Harelbeke. Nie prowadził tego zespołu długo i przeniósł się do KFC Dessel Sport. Prowadził rok ten klub, w 2002 roku zaczął kierować drużyną KSK Beveren pracował w tym klubie prawie 3 lata. Obecnie jest trenerem KVC Westerlo od 1 lipca 2005 roku ma kontrakt ważny z tym klubem do 2007 roku.